# 호녀호남
《호녀호남》(幸福二重奏)은 2022년 방송되었던 중국의 드라마이다.

## 줄거리
- 판매계의 뛰어난 인재 랴오샤는 강인한 성격을 지녔으며 일에 있어 항상 어려움을 극복하며 높은 목표를 향해 열심이 나아갔다 집에 돌아와서는 이래도 그만 저래도 그만인 남편 팡청을 마주해야만 했지만 팡청은 수년간 일했지만 여전히 보통의 엔지니어였고 랴오샤는 늘 그보다 한 발짝 앞서있어 집안의 기둥같은 역할을 하고 있었다 그러나 한 변고로 인해 랴오샤는 승진의 기회를 잃고 부서이동까지 당하며 커리어상의 내리막길을 걷게 된다 이로인해 팡청은 열심히 돈을 벌게 되고 오랬동안 형성되었던 집안의 환경들도 점점 변화하게 되지만 두 사람이 서로의 위치에서 생각을 해보는 계기가 된다

## 등장 인물
- 인타오 - 랴오샤 역
- 쑨이저우 - 팡청 역
- 위안훙 - 동보위 역
- 장옌 - 구샤오난 역
- 가영 (柯颖) - 지한 역
- 에드워드 마 - 자오카이 역